# Femdom

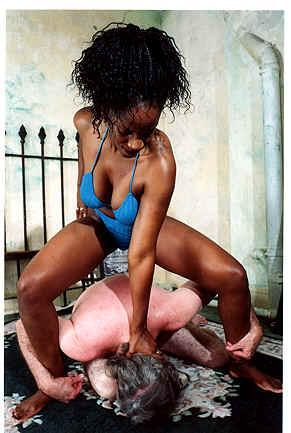
Dominazione femminile

Femdom è un termine inglese, che deriva dalla contrazione di Female domination, e indica il ruolo di dominazione esercitato da una donna su un uomo a lei sottomesso, nell'ambito di una relazione erotica o di una pratica sessuale. In altri termini, nell'ambito del BDSM, un soggetto dominante (domme) donna, chiamata anche mistress esercita il suo potere su uno schiavo (slave) di sesso maschile.

## Pratiche femdom
Pratiche tipicamente femdom includono l'umiliazione erotica, il bondage, il feticismo del piede femminile (o foot worship), il trampling, l'ass worship, il facesitting, ossia il sedersi sulla faccia dello slave, lo smothering (una sorta di soffocamento erotico), lo spanking, il pony-play e lo shoe worship (adorazione delle calzature).
Pratiche molto più estreme sono il pissing, il fisting, la flagellazione, la coprofagia, l'urofagia, la castità forzata e il cuckold. Altri "giochi" sono quelli in cui la padrona costringe lo slave, spesso con maltrattamenti fisici, a ripulire i suoi stivali o le sue scarpe con la lingua, ad odorare, baciare e leccare i suoi piedi sporchi o a subire altre umiliazioni come gli sputi, in faccia o in bocca, per poi forzare lo slave ad inghiottire la saliva ricevuta. 
Sono praticati inoltre la femminilizzazione dell'uomo sottomesso (che si comporta, si veste o si trucca da donna per compiacere e divertire la sua padrona), il pegging con strap on o vibratori, il CBT e la negazione dell'orgasmo, anche mediante il tease & denial, una forma particolarmente insistita di stimolazione sessuale associata alla negazione del piacere tramite strusciamenti o anche un fellatio con morsi oppure essere eseguito verbalmente.

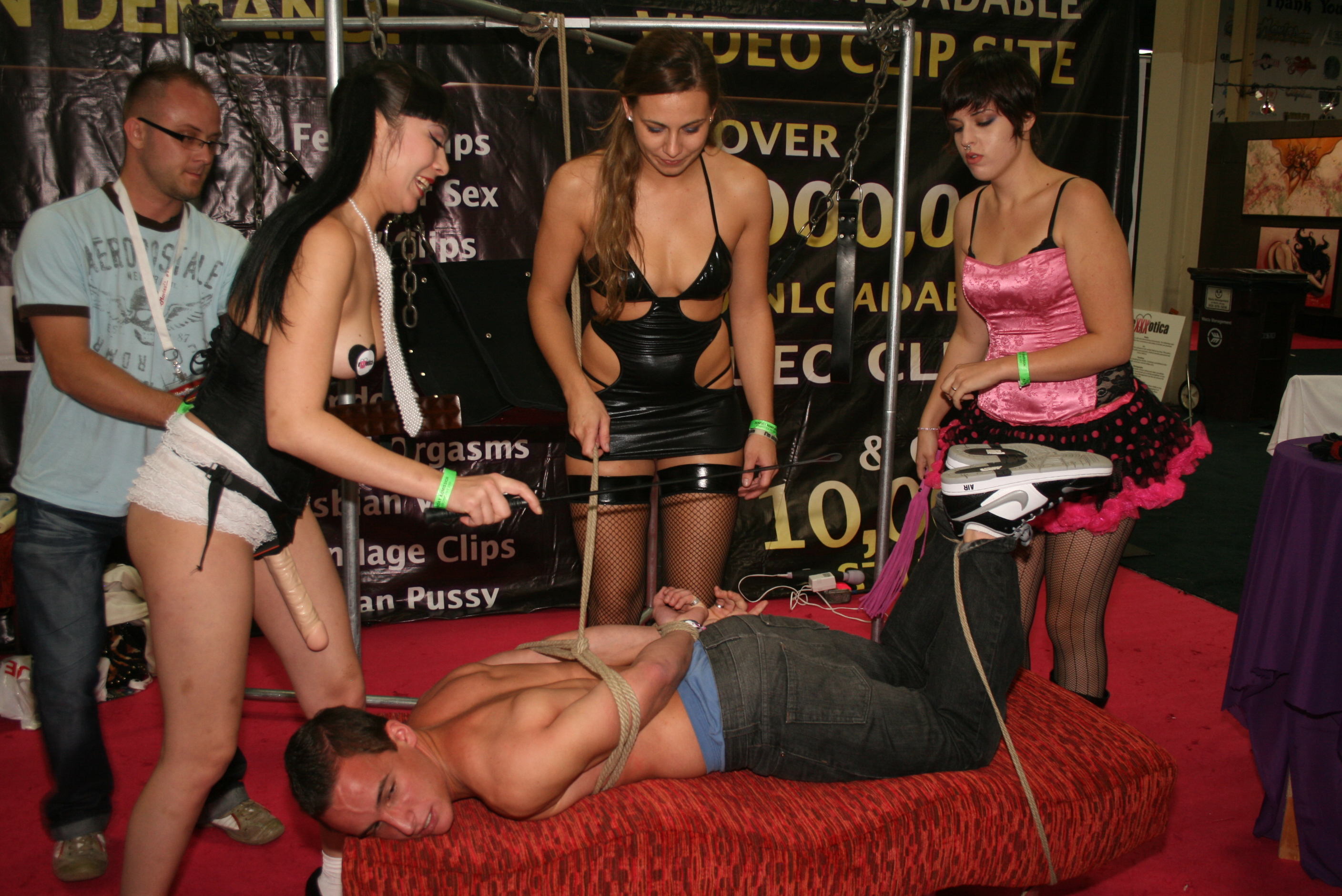
Un uomo sottomesso in una pratica da tre dominatrici

In una pratica femdom la padrona deve saper distinguere i vari momenti su come trattare il proprio o la propria slave. Come in ogni rapporto BDSM vale sempre la regola del SSC (acronimo di Safe, Sane and Consensual).